# Maison Lalière
La Maison Lalière est un bâtiment Art nouveau édifié par l'architecte Jules Lalière à Salzinnes dans la banlieue de Namur en Belgique.

## Localisation
La maison personnelle de Jules Lalière est située au numéro 48 de l'avenue Cardinal Mercier à Salzinnes, faubourg de Namur situé à l'ouest du confluent entre la Meuse et la Sambre. 

## Historique
La maison fut édifiée par Lalière en 1906 pour son usage personnel.

## Architecture
Cette maison de style « Art nouveau floral » présente une façade de trois travées édifiée en pierre de taille assemblée en grand appareil, sur un soubassement de pierre bleue.
Le rez-de-chaussée est percé d'une porte en fer forgé agrémentée de motifs végétaux, et de deux fenêtres carrées au linteau.
Le premier étage est orné d'un superbe oriel qui occupe presque toute la largeur de la façade. Ce grand oriel courbe est percé de cinq fenêtres dont les allèges sont ornées de prises d'air en forme de masque de tragédie grecque. La partie haute de l'oriel est décoré de feuilles de marronnier, motifs assez fréquent dans le langage ornemental Art nouveau.
Le deuxième étage est percé de trois fenêtres au linteau chantourné, surmontées d'une magnifique corniche typiquement Art nouveau et de sgraffites de Gabriel van Dievoet.